# Suzanne Estelle Apoil
Pour les articles homonymes, voir Apoil.
Suzanne Estelle Apoil, née Suzanne Estelle Béranger le 19 octobre 1825 à Sèvres et morte dans la même ville le 28 juin 1902 est une peintre sur porcelaine française.

## Biographie
Suzanne Estelle Apoil est la fille du peintre Antoine Béranger, peintre à la Manufacture de Sèvres. Ses frères Charles Béranger et Jean-Baptiste Antoine Emile Béranger, sont également peintres.  
Peintre sur porcelaine pour la Manufacture nationale de Sèvres, elle obtient une médaille de 3e classe au Salon de 1846 et une médaille de 2e classe à celui de 1848.
Elle est inhumée au cimetière de Sèvres aux côtés de son mari, Charles Alexis Apoil (1809-1864), et de son père.

## Œuvres dans les collections publiques
- Dieppe, château de Dieppe
  - forme Persan[6] ;
  - forme Nola 2e grandeur[7].
- Sèvres, musée national de Céramique :
  - Vase “Paris” : Aurore[8] ;
  - Service Uni : amour volant au milieu de fleurs, Sèvres, musée national de Céramique[9] ;
  - Buire de Blois[10].